# История почты и почтовых марок Танганьики
Это обзор почтовых марок и истории почты Танганьики под британским мандатом.

## Первые почтовые марки

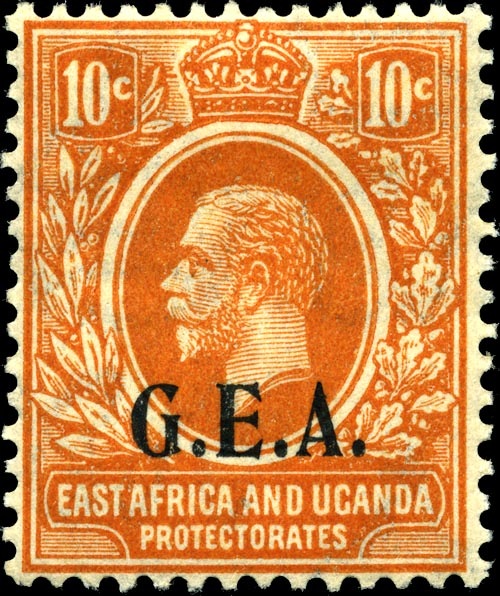
Оранжевая марка номиналом 10 центов с надпечаткой «G.E.A.», 1922 г.
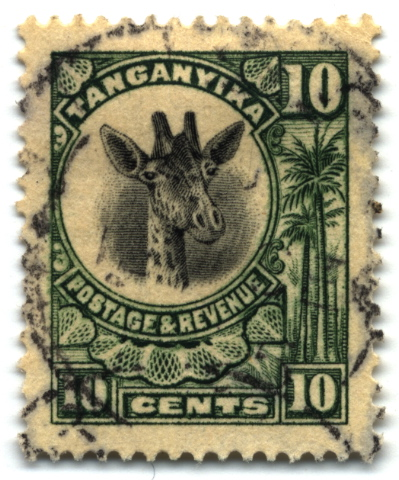
Марка номиналом 10 центов с изображением жирафа, 1925 г.
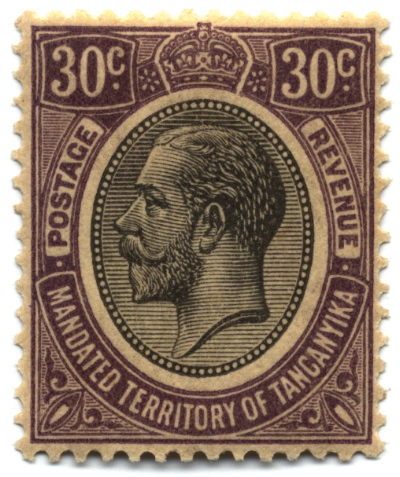
Марка номиналом 30 центов с изображением Георга V, 1927 г.

Первыми почтовыми марками Танганьики были марки Протекторатов Восточной Африки и Уганды с надпечаткой англ. «G.E.A.» («Германская Восточная Африка»), находившиеся в обращении в 1921 и 1922 годах. Они внешне идентичны последним оккупационным выпускам Германской Восточной Африки, но наличие водяного знака «Корона и текст „CA“» показывает, что они были выпущены после того, как гражданская администрация пришла на смену военной, и поэтому закономерно считаются первыми выпусками Танганьики.

## Последующие выпуски
В 1922 году правительство выпустило серию из 19 почтовых марок с надписью англ. «Tanganyika» («Танганьика») и с изображением головы жирафа, с номиналами в центах, шиллингах и фунтах стерлингов (100 центов в шиллинге, 20 шиллингов в фунте), с несколькими изменениями цвета в 1925 году. Эти изменения обязаны своим возникновением многочисленным сменам власти, при этом каждый руководитель хотел изменить цвет.
За ней в 1927 году последовала вторая серия из марок 16 номиналов более традиционного дизайна с изображением короля Великобритании Георга V и надписью англ. «Mandated Territory of Tanganyika» («Мандатная территория Танганьики»).
В 1927 году Танганьика вошла в Таможенный союз Кении и Уганды, а также в Восточноафриканский почтовый союз. Между 1935 и 1963 годами в обращении были почтовые марки объединённой почтовой администрации (Восточноафриканское управление почт и телекоммуникаций) с надписью англ. «Kenya, Uganda, Tanganyika» («Кения, Уганда, Танганьика»).

## Независимость

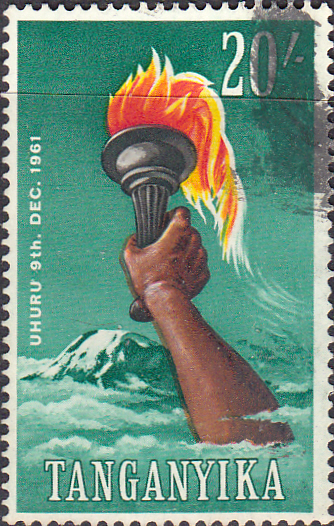
Выпуск в ознаменование независимости, 1961 г.
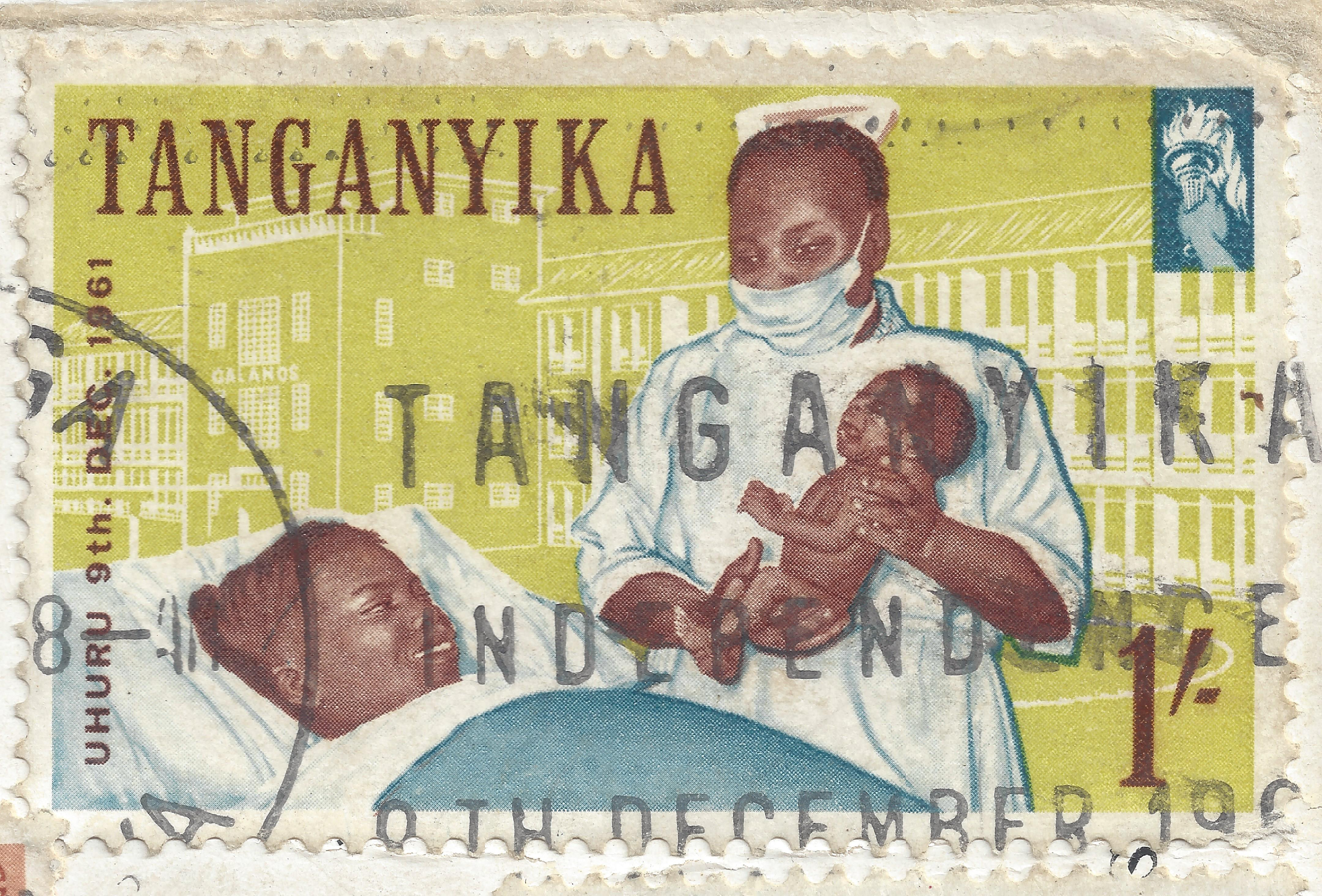
Выпуск в ознаменование независимости, «Материнство», 1961 г.
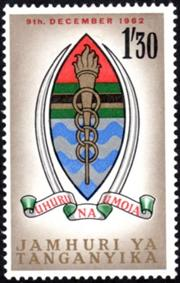
Марка с изображением герба, 1962 г.

Вскоре после обретения независимости в 1961 году новое государство Танганьика выпустил серию памятных марок с надписью англ. «Tanganyika» («Танганьика»).
За ней последовал последний памятный выпуск 9 декабря 1962 года, представлявший собой четыре марки с надписью «Jamhuriya Tanganyika» («Республика Танганьика») в ознаменование основания республики.
Танганьика прекратила своё существование как государство в 1964 году, когда она объединилась с Занзибаром с созданием государства Танзания. Почтовые марки Восточноафриканской почтовой администрации оставались в обращении ещё долго после образования Танзании.